# حيد بن أسعد

تعديل مصدري - تعديل

حيد بن اسعد هي إحدى قرى عزلة القارة بمديرية رصد التابعة لمحافظة أبين، بلغ تعداد سكانها 82 نسمة حسب تعداد اليمن لعام 2004.